# Frattura in ambiente attivo (ESC)
La frattura in ambiente attivo (ESC) è una delle cause più comuni di rottura fragile inaspettata di polimeri termoplastici (specialmente amorfi) attualmente conosciuti. Secondo ASTM D883, lo stress cracking è definito come "una cricca esterna o interna in una plastica causata da tensioni di trazione inferiori alla sua resistenza meccanica a breve termine". Questo tipo di cedimento comporta tipicamente fratture fragili, con scarsa o molta limitata deformazione plastica del materiale. Si stima che la frattura in ambiente attivo possa rappresentare circa il 15-30% di tutti i guasti dei componenti in plastica in servizio. Questo comportamento è particolarmente diffuso nei termoplastici amorfi vetrosi, ma riguarda anche i materiali semicristallini. Il cedimento per ESC avviene comunque nella fase amorfa grazie alla permeazione del fluido nel polimero.